# Olléléwa
Olléléwa (auch: Oléléoua, Olléléoua) ist eine Landgemeinde im Departement Tanout in Niger.

## Geographie
Olléléwa liegt in der Landschaft Damergou in der Sahelzone. Die Nachbargemeinden sind Gangara im Nordwesten, Tanout im Nordosten, Wamé im Osten, Dakoussa im Südosten, Tirmini im Süden und Falenko im Südwesten. Bei den Siedlungen im Gemeindegebiet handelt es sich um 135 Dörfer, 214 Weiler und 2 Lager. Der Hauptort der Landgemeinde ist das Dorf Olléléwa.

## Geschichte

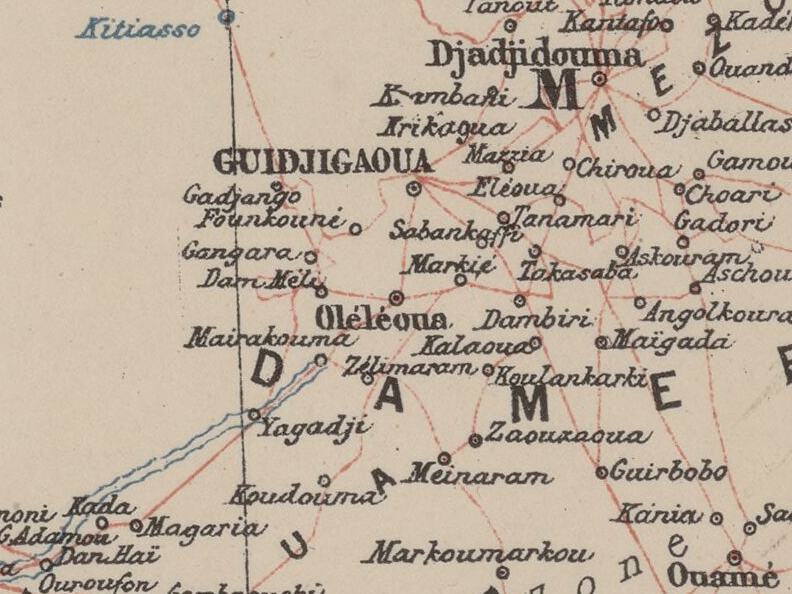
Ausschnitt einer Karte von 1903 mit Olléléwa (Oléléoua) im Zentrum

In Olléléwa befindet sich ein traditioneller Herrschaftssitz (französisch: chefferie traditionnelle) der Tuareg, der auf das 17. Jahrhundert zurückgeht, als sich hier Tuareg aus dem Aïr niederließen. Der chef von Olléléwa ist dem Sultan von Zinder untergeordnet. Der deutsche Afrikaforscher Heinrich Barth betrat den Ort am 6. Januar 1851. Barth zählte Olléléwa, damals Sitz des früheren Herrschers von Assodé und ein Marktort, zu den politisch bedeutendsten Dörfern im Damergou. Weitere Siedlungen im heutigen Gemeindegebiet von Olléléwa mit einflussreichen Herrschern zu Barths Zeiten waren Farara, Koulan Karki und Taghelel. Im Dorf Guidjigaoua befand sich ab Mai 1901 der erste französische Verwaltungsposten im Damergou, bis er im September 1901 nach Djadjidouna im heutigen Gemeindegebiet von Tanout verlegt wurde. Die Landgemeinde Olléléwa ging als Verwaltungseinheit 2002 im Zuge einer landesweiten Verwaltungsreform aus dem Kanton Olléléwa hervor.

## Bevölkerung

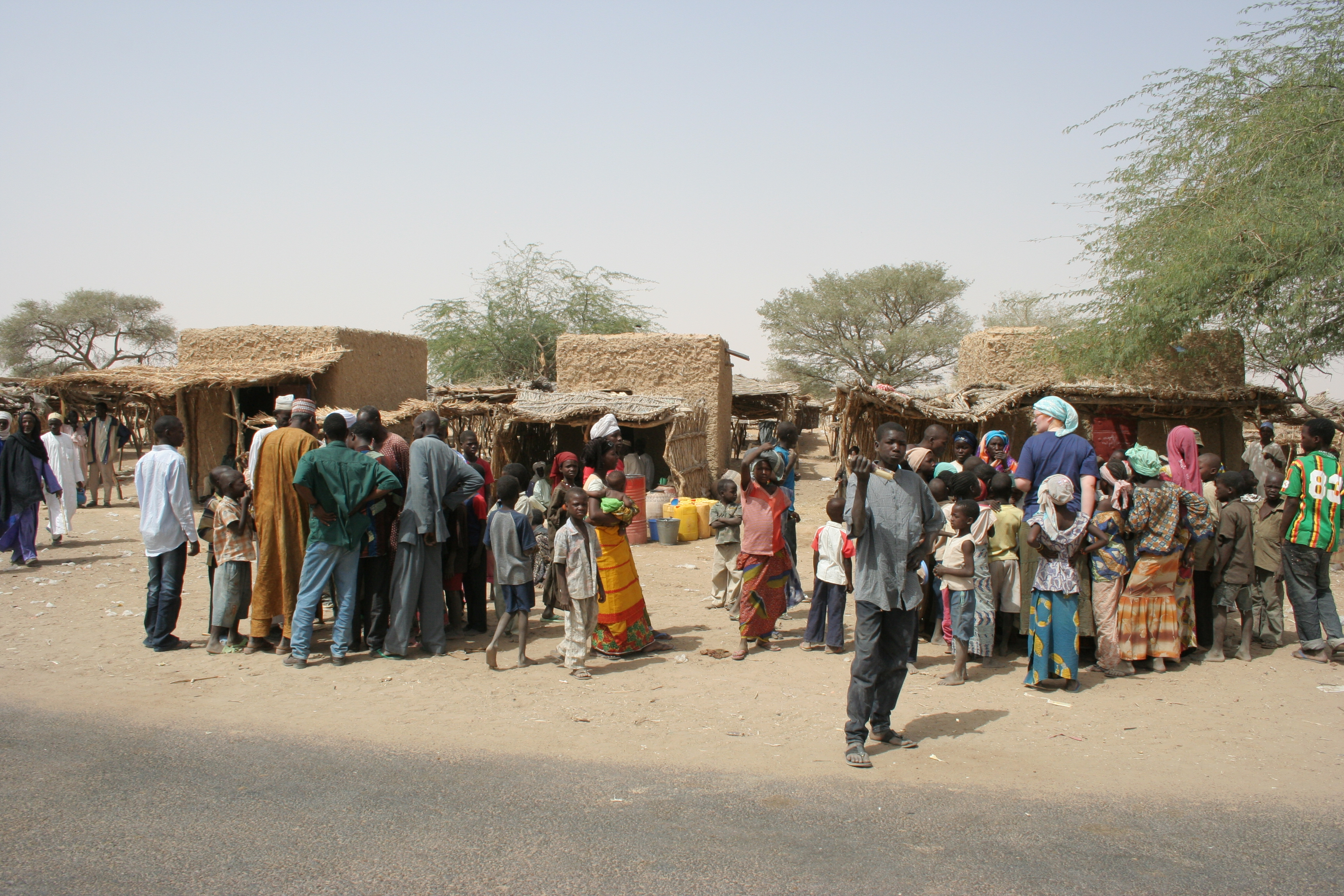
Menschen im Dorf Guézawa im Gemeindegebiet von Ollélewa (2009)

Bei der Volkszählung 2012 hatte die Landgemeinde 116.895 Einwohner, die in 18.138 Haushalten lebten. Bei der Volkszählung 2001 betrug die Einwohnerzahl 75.003 in 13.063 Haushalten.
Im Hauptort lebten bei der Volkszählung 2012 2369 Einwohner in 386 Haushalten, bei der Volkszählung 2001 1890 in 329 Haushalten und bei der Volkszählung 1988 2446 in 435 Haushalten.
In ethnischer Hinsicht ist die Gemeinde ein Siedlungsgebiet von Fulbe, Gobirawa, Iklan, Kanuri, Katsinawa, Damagarawa und Tuareg. Die Hausa-Untergruppe Damagarawa betreibt vor allem Ackerbau. Die Fulbe-Untergruppe Tchilanko’en ist auf Agropastoralismus spezialisiert. Vor allem Fernweidewirtschaft praktizieren die Fulbe-Untergruppen Katchinanko’en, Oudah’en und Wodaabe sowie die Tuareg-Untergruppen Imouzgou und Iwillimiden. Außerdem leben Angehörige der Tuareg-Untergruppen Albourdatan und Araban in der Landgemeinde, deren wichtigste Lebensgrundlage der Karawanenhandel ist.

## Politik
Der Gemeinderat (conseil municipal) hat 25 gewählte Mitglieder. Mit den Kommunalwahlen 2020 sind die Sitze im Gemeinderat wie folgt verteilt: 9 PNDS-Tarayya, 8 ARD-Adaltchi Mutunchi, 5 CPR-Inganci, 2 RDR-Tchanji und 1 MPR-Jamhuriya.
Jeweils ein traditioneller Ortsvorsteher (chef traditionnel) steht an der Spitze von 104 Dörfern in der Gemeinde, darunter dem Hauptort.

## Wirtschaft und Infrastruktur
Im Hauptort sowie in den Dörfern Bakin Birgi, Guézawa und Sabon Kafi werden jeweils Wochenmärkte abgehalten, von denen der Viehmarkt in Bakin Birgi der bedeutendste ist. Das staatliche Versorgungszentrum für landwirtschaftliche Betriebsmittel und Materialien (CAIMA) unterhält Verkaufsstellen im Hauptort sowie in den Dörfern Bakin Birgi und Sabon Kafi. Eine Erdölraffinerie der Société de Raffinage de Zinder (SORAZ) bei Bakin Birgi nahm 2011 ihren Betrieb auf. Die Niederschlagsmessstation im Hauptort liegt auf 400 m Höhe und wurde 1959 in Betrieb genommen.
Gesundheitszentren des Typs Centre de Santé Intégré (CSI) sind im Hauptort sowie in den Siedlungen Baboulwa Koumi, Bakin Birgi, Guézawa und Sabon Kafi vorhanden. Die Gesundheitszentren in Bakin Birgi und Sabon Kafi verfügen jeweils über ein eigenes Labor und eine Entbindungsstation. Der CEG Olléléwa und der CEG Sabon Kafi sind allgemein bildende Schulen der Sekundarstufe des Typs Collège d’Enseignement Général (CEG). Beim Centre de Formation aux Métiers d’Olléléwa (CFM Olléléwa) und beim Centre de Formation aux Métiers de Bakin Birgi (CFM Bakin Birgi) handelt es sich um Berufsausbildungszentren. Jenes in Bakin Birgi bietet Lehrgänge in Land-, Forst- und Weidewirtschaft, Metallbau, familiärer Wirtschaft und Tischlerei an.

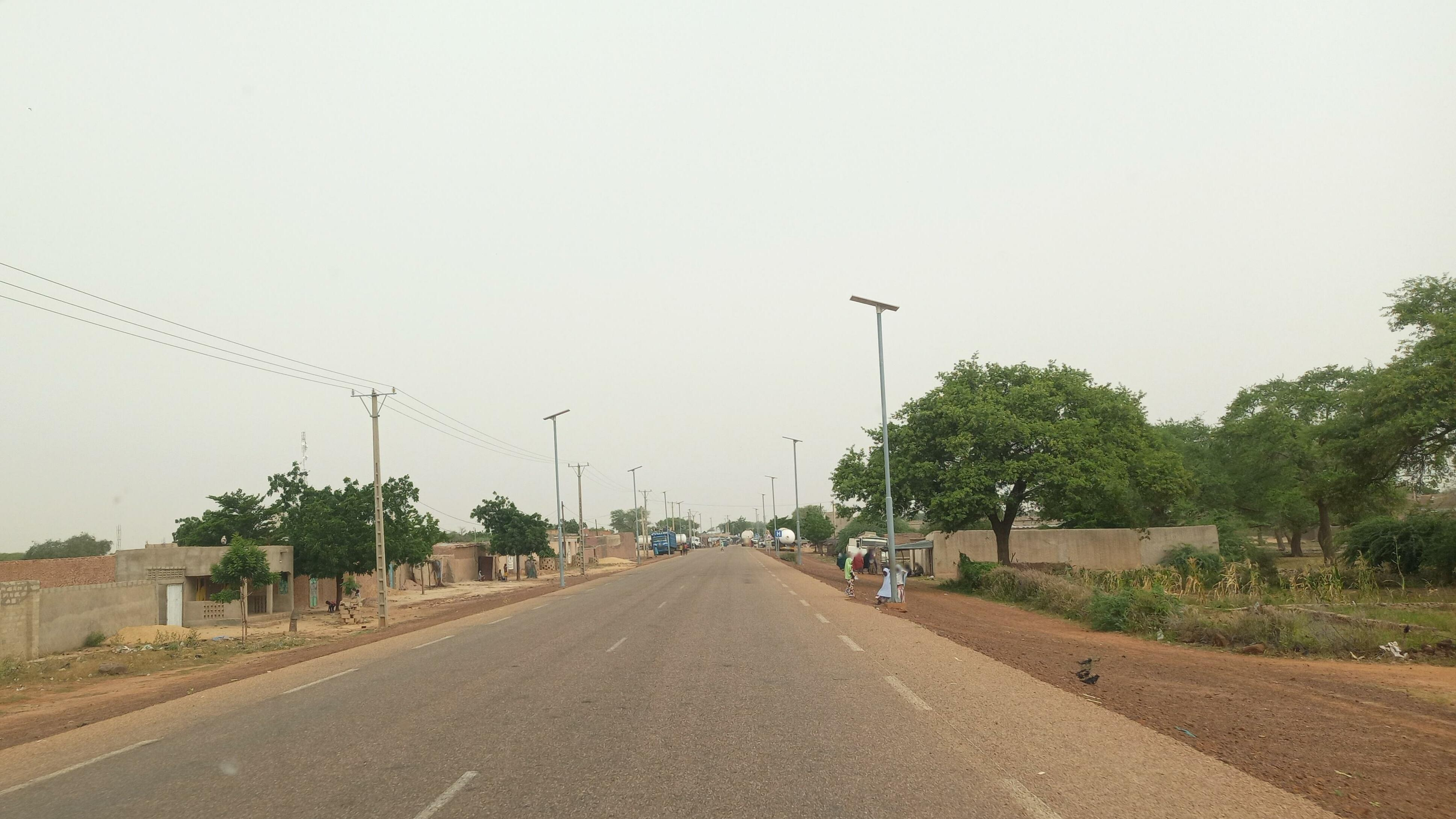
Nationalstraße 11 im Dorf Bakin Birgi in Olléléwa (2023)

Die 980,9 Kilometer lange ausgebaute Nationalstraße 11 zwischen Nigeria und Algerien führt durch die Dörfer Bakin Birgi, Guézawa und Sabon Kafi. In Sabon Kafi zweigt die 366,6 Kilometer lange Nationalstraße 32 nach Keita und in Guézawa die 151,3 Kilometer lange Nationalstraße 45 nach Tessaoua ab. Letztere verläuft auch durch den Hauptort Olléléwa. Bei den Nationalstraßen 32 und 45 handelt es sich in diesem Abschnitt um einfache Erdstraßen. Die 14,25 Kilometer lange Route 739, eine wenig ausgebaute Landstraße, verbindet Kouyéwa mit dem Nachbardorf Gagaoua. Olléléwa ist im Frühwarnsystem für Ernährungskrisen in einer mittleren Gefährdungsstufe verzeichnet, ist jedoch im Krisenfall – ähnlich der Nachbargemeinde Tirmini – aufgrund seiner guten Verkehrsanbindung ein wichtiger Ausgangspunkt von Hilfeverteilungsmaßnahmen.